# Fuga de Douglas MacArthur das Filipinas

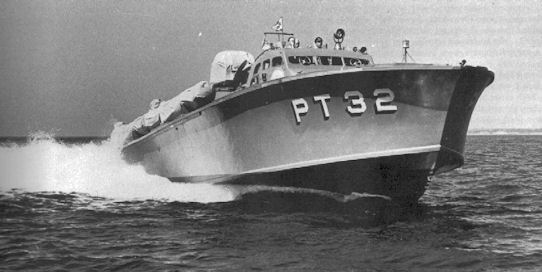
PT-32, um dos quatro torpedeiros a motor da classe PT-20 envolvidos na primeira parte da viagem

Em 11 de março de 1942, durante a Segunda Guerra Mundial, o general Douglas MacArthur e membros de sua família e do Estado-Maior deixaram a ilha filipina de Corregidor e suas forças, que foram cercadas pelos japoneses. Eles viajaram em barcos PT através de mares tempestuosos patrulhados por navios de guerra japoneses e chegaram a Mindanau dois dias depois. De lá, MacArthur e seu grupo voaram para a Austrália em dois Boeing B-17 Flying Fortresses, chegando finalmente a Melbourne de trem em 21 de março. Na Austrália, ele declarou: "Eu voltei e retornarei".
MacArthur era um oficial conhecido e experiente, com histórico distinto na Primeira Guerra Mundial, que se aposentou do Exército dos Estados Unidos em 1937 e se tornou conselheiro de defesa do governo filipino . Ele foi chamado de volta ao serviço ativo no Exército dos Estados Unidos em julho de 1941, poucos meses antes da eclosão da Guerra do Pacífico entre os Estados Unidos e o Império do Japão, para se tornar comandante das Forças do Exército dos Estados Unidos no Extremo Oriente (USAFFE), unindo os exércitos das Filipinas e dos Estados Unidos sob um único comando.
Em março de 1942, a invasão japonesa das Filipinas obrigou MacArthur a retirar suas forças em Luzon para Bataan, enquanto seu quartel-general e sua família se mudavam para Corregidor. A condenada defesa de Bataan capturou a imaginação do público americano. Numa época em que as notícias de todas as frentes eram uniformemente ruins, MacArthur tornou-se um símbolo da resistência aliada aos japoneses.
Temendo que o Corregidor caísse em breve e MacArthur fosse feito prisioneiro, o presidente Franklin D. Roosevelt ordenou que MacArthur fosse para a Austrália. Um submarino foi disponibilizado, mas MacArthur optou por romper o bloqueio japonês em barcos PT sob o comando do Tenente John D. Bulkeley. A equipe que MacArthur trouxe com ele ficou conhecida como "Gangue de Bataan". Eles se tornariam o núcleo de sua Sede Geral (GHQ) na  Área Sudoeste do Pacífico (SWPA).

## Antecedentes

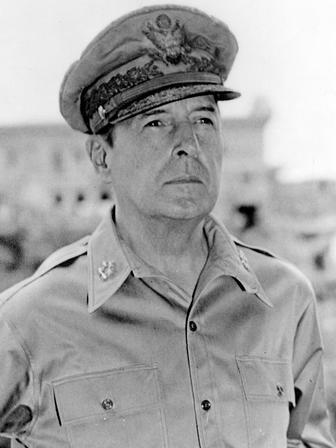
MacArthur, como foco da propaganda de guerra dos EUA, tornou-se um símbolo da resistência aliada aos japoneses.

Douglas MacArthur era um oficial conhecido e experiente. Filho do Tenente General Arthur MacArthur Jr., que recebeu a Medalha de Honra por seus serviços na Guerra Civil Americana, MacArthur formou-se como o primeiro da turma da Academia Militar dos Estados Unidos em 1903.  Ele foi ajudante de campo de seu pai de 1905 a 1906, e do presidente Theodore Roosevelt de 1906 a 1907.  Durante a Primeira Guerra Mundial, ele comandou a 84ª Brigada da 42ª Divisão (Arco-Íris) nos combates na Frente Ocidental. Após a guerra, serviu como Superintendente da Academia Militar dos Estados Unidos e como Chefe do Estado-Maior do Exército dos Estados Unidos. Ele se aposentou do Exército dos Estados Unidos em 1937 e tornou-se marechal de campo do Exército Filipino. 
O trabalho de MacArthur era aconselhar o governo filipino em questões de defesa e preparar as forças de defesa filipinas quando as Filipinas se tornassem totalmente independentes, o que aconteceria em 1946.  O Exército Filipino, quase inteiramente tripulado e comandado por filipinos com apenas um pequeno número de conselheiros americanos, foi criado por recrutamento, com duas turmas de 20.000 homens sendo treinadas a cada ano, começando em 1937. Além disso, havia uma guarnição regular do Exército dos EUA de cerca de 10.000 pessoas, metade dos quais eram filipinos servindo no Exército dos EUA, conhecidos como Escoteiros Filipinos.  Em julho de 1941, quando MacArthur foi chamado de volta da aposentadoria aos 61 anos para se tornar comandante das Forças do Exército dos Estados Unidos no Extremo Oriente, ele uniu os exércitos das Filipinas e dos Estados Unidos sob um único comando. 
Ao preparar o exército filipino para a guerra, MacArthur enfrentou uma tarefa enorme.  Numa visita aos Estados Unidos em 1937, MacArthur pressionou o Departamento da Marinha para o desenvolvimento de barcos PT – barcos pequenos e rápidos armados com torpedos – para os quais acreditava que a geografia das Filipinas, com as suas águas rasas e muitas enseadas, era idealmente adequado.   A nascente Marinha das Filipinas adquiriu três barcos, conhecidos como "Q", em homenagem ao presidente Manuel L. Quezon.  Em agosto de 1941, a Marinha dos EUA criou o Esquadrão Três de Torpedeiros a Motor, sob o comando do Tenente John D. Bulkeley. Era um esquadrão com meia força, com apenas seis barcos PT em vez dos doze normais, numerados 31 a 35 e 41.  Chegou a Manila em setembro de 1941.  Ficou entendido que uma frota composta por mais de barcos PT seria necessária para uma defesa bem-sucedida das Filipinas. 
Já em 1907, os planeadores navais e militares dos EUA concluíram que seria impraticável repelir uma invasão das Filipinas. O melhor que se poderia esperar era que a guarnição pudesse resistir na península de Bataan até a chegada de ajuda. Na década de 1920, estimou-se que poderiam fazê-lo por cerca de 60 dias. Na década de 1930, em vista do aumento da capacidade das aeronaves, os planejadores tornaram-se decididamente pessimistas quanto à possibilidade de fazê-lo. Em 1936, concordaram que as Filipinas deveriam ser descartadas.  Mas em Julho de 1941, esta decisão foi abruptamente revertida e tornou-se política do governo dos EUA defender e manter as Filipinas. Isto baseava-se, pelo menos em parte, na crença de que os bombardeiros Boeing B-17 Flying Fortress poderiam dissuadir ou derrotar uma força invasora. 
Logo após o início da invasão japonesa nas Filipinas, em dezembro de 1941, MacArthur, de acordo com o plano pré-guerra, declarou Manila uma cidade aberta e ordenou que suas forças em Luzon se retirassem para Bataan. O governo filipino, o gabinete do alto comissário e a sede da USAFFE de MacArthur mudaram-se para a Ilha Corregidor.  Embora os dependentes do pessoal militar dos EUA tivessem sido enviados de volta aos Estados Unidos, MacArthur era, até ser retirado da aposentadoria, um funcionário do governo filipino, portanto sua família permaneceu no país.  A esposa de MacArthur, Jean MacArthur, e seu filho, Arthur MacArthur IV, foram com ele para o Corregidor.  Arthur comemorou seu quarto aniversário no Corregidor, em 21 de fevereiro de 1942.  Quando um assessor perguntou sobre o possível destino de Arthur, MacArthur respondeu: “Ele é filho de um soldado”. 
A maior parte da Frota Asiática dos Estados Unidos retirou-se para o sul das Filipinas. Uma pequena força foi deixada para trás sob o comando do contra-almirante Francis W. Rockwell, consistindo no submarino USS Canopus, o navio de resgate submarino Pigeon, as canhoneiras Oahu, Luzon e Mindanao, os caça-minas Finch, Tanager e Quail, cinco rebocadores, três pequenos barcos patrulha, e os barcos PT do Esquadrão Três de Torpedeiros Motorizados.  A perda de Manila e da Base Naval dos EUA em Subic Bay fez com que o combustível e as peças sobressalentes se tornassem escassos. Os barcos PT contaram com Canopus e o dique seco flutuante USS Dewey pela assistência com a manutenção. Apesar disso, o Esquadrão Três de Torpedeiros Motorizados continuou a patrulhar. Em 17 de dezembro, PT-32, PT-34 e PT-35 resgataram 296 sobreviventes do SS Corregidor, que transportava refugiados para a Austrália quando atingiu uma mina e afundou na baía de Manila. Uma semana depois, PT-33 encalhou enquanto patrulhava o sul da baía de Manila e foi incendiado para evitar que fosse resgatado pelos japoneses. PT-31 teve destino semelhante um mês depois, depois que seus motores falharam e ele caiu em um recife.  Os barcos PT atacaram barcaças inimigas ao largo de Luzon na noite de 23 de janeiro de 1942, um pequeno navio de guerra japonês em 1 de fevereiro e um pequeno navio, provavelmente uma traineira de pesca, em 17 de fevereiro. 

## Decisão de evacuar

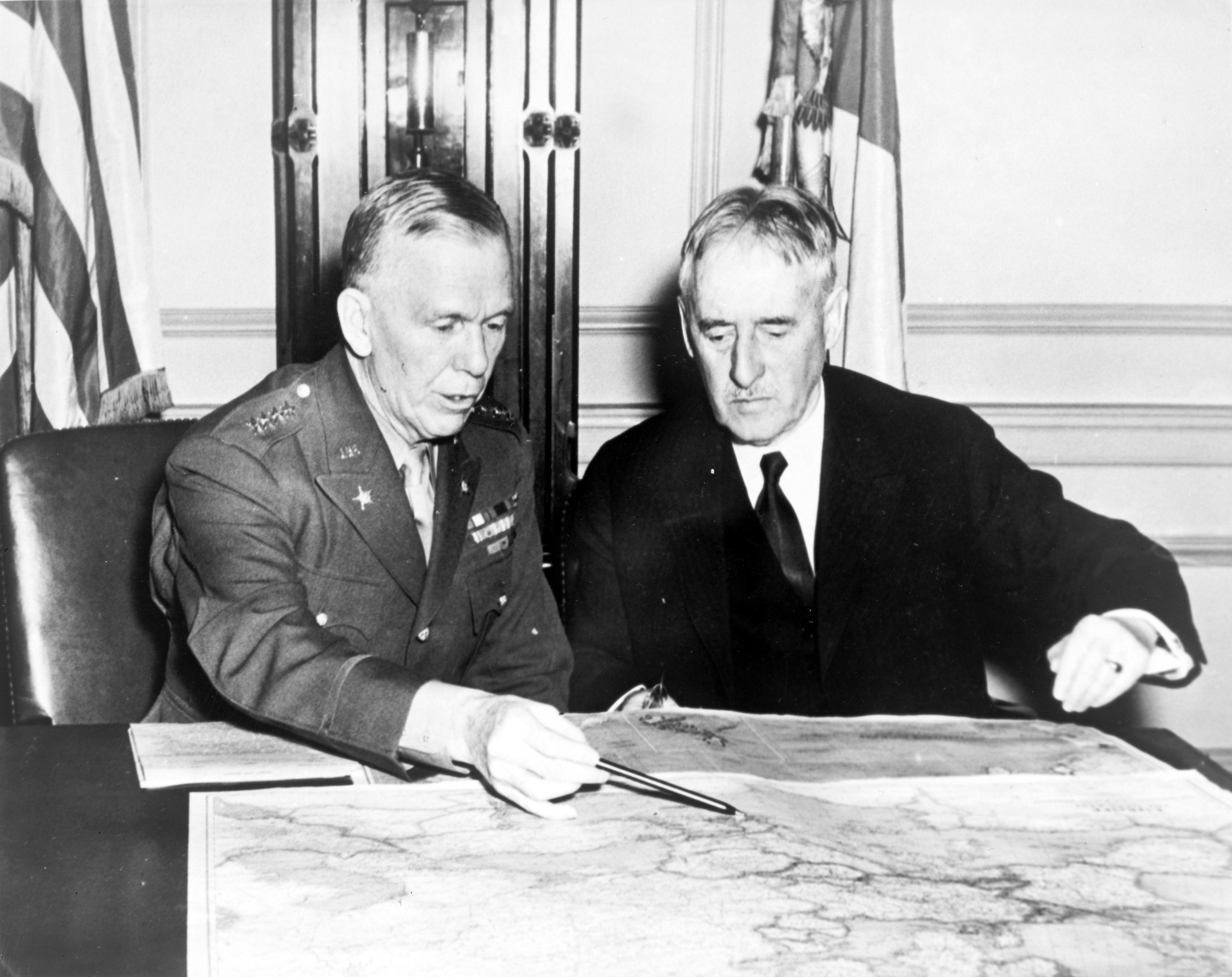
O Chefe do Estado-Maior do Exército dos Estados Unidos, George C. Marshall (à esquerda) confere com o Secretário da Guerra, Henry L. Stimson, em janeiro de 1942

Numa mensagem ao presidente Franklin D. Roosevelt em Washington, DC, em 11 de fevereiro, MacArthur anunciou que ele e sua família pretendiam "compartilhar o destino da guarnição".  Isso significava, na melhor das hipóteses, rendição; MacArthur sabia que a morte por fogo de artilharia ou ataque aéreo também era provável.  Três dias depois, o Chefe do Estado-Maior do Exército dos Estados Unidos, George C. Marshall, instou MacArthur a mandar sua família embora, mas MacArthur ignorou esta parte da mensagem. Singapura, outrora considerada inexpugnável, caiu em 15 de fevereiro e, em Washington, foi considerada a possibilidade de o Corregidor também cair e MacArthur ser feito prisioneiro. MacArthur era o general mais experiente da América, mas seria de pouca utilidade em um campo de prisioneiros de guerra.  Além disso, ele se tornou um símbolo vivo da resistência aliada aos japoneses. A defesa corajosa, mas condenada, de Bataan capturou a imaginação do público americano,  que via MacArthur como o único general aliado que sabia como lutar contra os japoneses.  Walter R. Borneman observou que:
Num período frágil da psique americana, quando o público americano em geral, ainda atordoado pelo choque de Pearl Harbor e sem saber o que estava por vir na Europa, precisava desesperadamente de um herói, abraçou de todo o coração Douglas MacArthur – bom exemplar de imprensa que ele era. Simplesmente não havia outras escolhas que chegassem perto de corresponder à sua mística, para não mencionar a sua evocativa posição de lobo solitário – algo que sempre ressoou entre os americanos. 
O secretário de Estado Cordell Hull levantou a possibilidade da evacuação de MacArthur.  O Brigadeiro General Dwight Eisenhower escreveu em seu diário:
Não posso deixar de pensar que estamos perturbados pelos editoriais e reagimos à “opinião pública” e não à lógica militar. "Pa" Watson está certo de que devemos tirar MacArthur, pois vale "cinco corpos do Exército".
Roosevelt considerou enviar MacArthur a Mindanao para coordenar a defesa das Filipinas a partir daí, mas surgiu outra consideração. A queda de Singapura selou o destino do Comando Americano-Britânico-Holandês-Australiano (ABDA), do qual o comando de MacArthur fazia nominalmente parte. Foram realizadas discussões com os britânicos sobre futuros arranjos de comando. Foi alcançado um amplo acordo de que os Estados Unidos assumiriam a responsabilidade pelo Sudoeste do Pacífico. Era necessário um oficial americano sênior, e MacArthur era a escolha óbvia.  Em 23 de fevereiro, MacArthur recebeu uma mensagem redigida por Roosevelt, pelo secretário da Guerra Henry L. Stimson e por Marshall.  Ele dizia:
O Presidente ordena que você tome providências para partir e seguir para Mindanao. Você é orientado a fazer essa mudança o mais rápido possível;... De Mindanao você seguirá para a Austrália, onde assumirá o comando de todas as tropas dos Estados Unidos;... As instruções serão dadas a partir daqui, a seu pedido, para o movimento do submarino ou avião ou ambos para permitir que você execute as instruções anteriores. Você está autorizado a levar seu chefe de gabinete [Major] General [Richard K.] Sutherland.
MacArthur respondeu com um pedido para que pudesse selecionar o horário de sua partida. “A menos que seja escolhido o momento certo para esta operação delicada”, escreveu ele, “poderá ocorrer um colapso repentino”.  "Com relação ao movimento real", continuou ele, "considero aconselhável ir a Mindanao pelo uso combinado de embarcações de superfície e submarinos, e daí por via aérea, sendo o movimento posterior por submarino muito demorado."  Marshall respondeu que Roosevelt permitiria que ele escolhesse a hora e o método de sua partida.  A ABDA foi dissolvida em 27 de fevereiro, e MacArthur ficou nominalmente sob comando holandês, mas recebeu ordem de continuar se comunicando diretamente com o Departamento de Guerra. 
MacArthur inspecionou o esquadrão de barcos PT em 1º de março. Com cobertura aérea fornecida por seus quatro Curtiss P-40 Warhawks restantes, MacArthur e sua esposa Jean fizeram um passeio de meia hora no PT-41. Embora o mar estivesse tranquilo, Jean ainda se sentia enjoado.  Aparentemente, o objetivo da visita de MacArthur era presentear Bulkeley com a Cruz de Serviço Distinto por afundar um "navio inimigo não identificado de 5.000 toneladas com torpedos sem danos graves ao seu navio ou baixas à sua tripulação",  mas depois MacArthur chamou Bulkeley de lado e perguntou-lhe se seria possível fazer a viagem 970km por águas desconhecidas à noite em barcos PT.  Bulkeley disse a ele que seria "muito fácil". 
Passados alguns dias sem qualquer palavra sobre o assunto, foram enviadas mensagens de acompanhamento nos dias 6 e 9 de março.  Em 10 de março, MacArthur decidiu que a frente de Bataan não corria perigo de colapso iminente,  e respondeu que planejava partir em 15 de março,  quando o submarino USS Permit estava prevista para chegar ao Corregidor. As transmissões de rádio nos Estados Unidos pedindo que MacArthur fosse colocado no comando da Austrália foram captadas pelo quartel-general de MacArthur em Corregidor, e era de presumir que os japoneses também as tinham ouvido. Houve sinais ameaçadores: as patrulhas de superfície japonesas foram intensificadas na área da Baía de Subic e houve relatos de destróieres japoneses rumando para o norte, vindos do sul das Filipinas.  MacArthur optou, portanto, por não esperar pela Licença, mas partir o mais rápido possível, em barco do PT, na noite de 11 de março.  O major-general Jonathan M. Wainwright foi deixado no comando de Bataan e Corregidor. "Quando eu voltar", disse-lhe MacArthur, "se você ainda estiver em Bataan, farei de você tenente-general." Wainwright respondeu: "Estarei em Bataan se ainda estiver vivo." 

Sobre a decisão de partir em barco PT em vez de esperar pelo submarino, o Tenente Robert B. Kelly, oficial executivo do Esquadrão Três de Torpedeiros Motorizados e comandante do PT-34,  lembrou mais tarde:
Tendo servido com o Tenente Bulkeley como seu segundo em comando nesta e em uma missão anterior, estive a par de muito do que aconteceu durante suas conferências com o General MacArthur durante o processo de tomada de decisão. A decisão de MacArthur de utilizar os barcos do PT para a evacuação do seu partido enfatizou dramaticamente ao público americano as adversidades esmagadoras contra as quais os Estados Unidos estavam a lutar nas Filipinas. Empatou uma pontuação antiga com a Marinha dos Estados Unidos. E como tinha tendência para a claustrofobia e não gostava de fazer a viagem num submarino submerso com um comandante que não conhecia pessoalmente, isso proporcionou-lhe uma alternativa aceitável que ele escolheu exercer.

## Fuga

### Preparação

Rota da fuga

Bulkeley e suas tripulações revisaram os barcos PT para a viagem. Todos os motores realizaram serviços de guerra difíceis e operaram o dobro da quilometragem recomendada sem revisão. Como resultado, eles foram reduzidos a operar a meia velocidade. Como não havia peças de reposição, as gaxetas, que normalmente seriam descartadas, tiveram que ser cuidadosamente limpas e substituídas. Cada barco PT carregaria vinte tambores de 55 galões de combustível adicional no convés. Isto reduziu a velocidade máxima dos barcos para cerca 30km/h.  Para dar lugar aos passageiros, Bulkeley teve que deixar para trás 32 de seus homens, que seriam enviados para lutar como infantaria em Bataan. 
Sutherland, chefe de gabinete de MacArthur, elaborou as listas de passageiros.  Rockwell e seu chefe de gabinete, capitão Herbert J. Ray, receberam ordens de acompanhar MacArthur.  Eles já tinham ordens de retornar de submarino, mas isso foi alterado para acompanhar MacArthur quando sua data de partida foi antecipada.  Um oficial do  Corpo Aéreo do Exército dos Estados Unidos, o Brigadeiro General Harold H. George, foi incluído a pedido das Forças Aéreas do Exército dos Estados Unidos. 
MacArthur estava acompanhado por sua família: sua esposa Jean, seu filho Arthur, de quatro anos,  e a amah cantonesa de Arthur, Loh Chui. Mais tarde, MacArthur defendeu sua decisão de levá-la em vez de uma enfermeira americana.  “Poucas pessoas fora do Oriente”, escreveu ele, “sabem o quão completamente uma amah pode se tornar uma membra da família, e Ah Cheu [sic] está conosco desde o nascimento de Arthur, sua morte teria sido certa se ela tivesse sido deixada para trás." 
Caso fosse necessário médico, o major Charles H. Morhouse foi convocado de Bataan para acompanhar o grupo. Os treze restantes eram membros da equipe de MacArthur, leais e experientes; alguns estavam com MacArthur há anos. A criação de uma nova equipe na Austrália levaria tempo, mas a contratação da existente lhe permitiria começar a trabalhar logo após a chegada à Austrália. Seriam mais valiosos lá do que nas Filipinas, onde teriam sido feitos prisioneiros. Sutherland incluía dois de seus próprios homens: seu assistente, o tenente-coronel Francis H. Wilson, e seu estenógrafo, o sargento Paul P. Rogers. Promovido de soldado raso naquele dia, Rogers foi o único alistado na lista, que ele digitou. Vários homens lhe deram cartas para postar. 
Como não havia comida para os passageiros nos barcos PT, o ajudante de campo de Jean e MacArthur, o tenente-coronel Sidney L. Huff, embalou latas de comida em quatro mochilas, uma para cada barco.  Huff removeu as placas de quatro estrelas do carro de MacArthur para que pudessem ser usadas na Austrália e pegou um colchão para os MacArthurs deitarem. Posteriormente, circularam histórias de que estava cheio de dinheiro ou ouro. Outras histórias contavam que os móveis da residência de MacArthur no Hotel Manila haviam sido carregados a bordo dos barcos do PT, até mesmo, em uma versão da história, o piano.  Na verdade, cada passageiro estava limitado a uma bagagem pesando 35 libra (massa)s (16 kg) ou menos. Jean levou uma pequena mala com algumas roupas.  Ostentava uma etiqueta do Hotel New Grand em Yokohama, onde ela se hospedou durante sua lua de mel.  Loh Chiu embrulhou seus pertences em um lenço. MacArthur não levou nada. 
| Barcos PT e passageiros | Barcos PT e passageiros  | Barcos PT e passageiros                        | Barcos PT e passageiros |
| Barco                   | Capitão                  | Outros oficiais                                | Passageiros |
| ----------------------- | ------------------------ | ---------------------------------------------- | --- |
| PT-32                   | Tenente Vince Schumacher | Alferes Cone Johnson                           | Brigadeiro General Spencer B. Akin, Brigadeiro General Hugh J. Casey, Brigadeiro General William F. Marquat, Brigadeiro General Harold H. George, Tenente Coronel Joe R. Sherr, Major Curtis L. Lambert |
| PT-34                   | Tenente Robert B. Kelly  | Alferes Iliff D. Richardson                    | Contra-almirante Francis W. Rockwell, Brigadeiro General Richard J. Marshall, Coronel Charles P. Stivers, Capitão Joseph McMicking                                                                      |
| PT-35                   | Alferes Anthony B. Akers | Tenente Henry Brantingham, Alferes Bond Murray | Coronel Charles A. Willoughby, Tenente Coronel LeGrande A. Diller, Tenente Coronel Francis H. Wilson, Sargento Paul P. Rogers                                                                           |
| PT-41                   | Tenente John Bulkeley    | Ensign George Cox                              | General Douglas MacArthur, Jean MacArthur, Arthur MacArthur IV, Loh Chiu, Major General Richard K. Sutherland, Capitão Herbert J. Ray, Tenente Coronel Sidney L. Huff, Major Charles H. Morhouse        |

### Fuga por barcos PT

Locais-chave na fase de fuga do barco PT das Filipinas

Apenas o PT-41, que transportava MacArthur e sua família, partiu do Cais Norte do Corregidor. Os passageiros dos demais barcos foram levados para Bataan em lanchas e ali embarcados.  Enquanto sua família embarcava, MacArthur conversou com o major-general George F. Moore, comandante das Defesas Portuárias de Manila e das Baías de Subic . "George", disse-lhe ele, "mantenha a bandeira hasteada. Estou voltando." 
O PT-41 partiu às 19h45 do dia 11 de março e 15 minutos depois juntou-se aos outros três.  Um minelayer da Marinha conduziu os barcos PT através do campo minado de proteção em fila única.  Os barcos assumiram então uma formação em losango, com o PT-41 na liderança e o PT-34 na retaguarda.  Se atacado pelos japoneses, o PT-41 fugiria enquanto os outros três barcos enfrentavam o inimigo.  O mar estava moderado, mas a maioria dos passageiros rapidamente enjoou.  MacArthur lembrou mais tarde:
O tempo deteriorava-se constantemente e ondas gigantescas fustigavam nossos minúsculos navios, cansados da guerra e apagados. O spray atingiu nossa pele como projéteis de chumbo. Caíamos numa depressão e depois subíamos o pico íngreme da água, apenas para escorregarmos para o outro lado. O barco balançava loucamente para frente e para trás, parecendo ficar pendurado no espaço como se estivesse prestes a romper, e então se separava e avançava com pressa. Lembro-me de descrever a experiência depois como deve ser fazer uma viagem em uma betoneira.

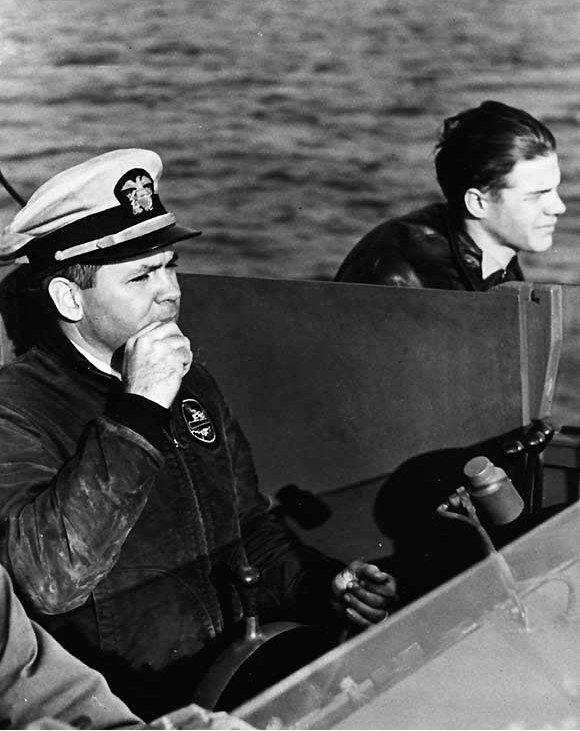
Tenente JohnD. Bulkeley (à esquerda) no comando de um barco PT

Durante a noite, os quatro barcos separaram-se. Bulkeley passou algum tempo procurando os outros três barcos, mas não conseguiu encontrá-los na escuridão. Ao amanhecer desistiu e dirigiu-se para um dos esconderijos alternativos.  O PT-34 de Kelly foi o primeiro a chegar ao ponto de encontro, uma enseada na Ilha Tagauayan, com duas horas de atraso, às 09h30. Não havia sinal dos outros barcos, e Rockwell, no mesmo barco que Kelly, estava longe de estar convencido de que Kelly havia encontrado a ilha correta. Alguns reparos foram feitos e o barco foi reabastecido por bombas manuais dos tambores. Dois homens foram colocados no topo da colina mais alta da ilha para vigiar os japoneses e os outros barcos. 
O PT-32, que tinha apenas dois motores bons, ficou atrás dos demais. Por volta do amanhecer, Schumacher avistou o que parecia ser um contratorpedeiro japonês vindo em sua direção. Ele descartou seus tambores de combustível para poder aumentar a velocidade e fugir dele.  Ele ordenou que sua tripulação equipasse as metralhadoras calibre .50 e se preparasse para lançar torpedos. Akin se preparou para jogar ao mar uma sacola cheia de livros de códigos. No entanto, à medida que a luz melhorou e a embarcação se aproximou, outra olhada através do binóculo revelou que não se tratava de um contratorpedeiro japonês, mas sim do PT-41, transportando um furioso Bulkeley. Schumacher recebeu ordem de recuperar os tambores que havia descartado, mas isso provou ser uma tarefa demorada e perigosa em plena luz do dia, e teve que ser abandonada depois que apenas alguns tambores foram recuperados. Bulkeley fez seus artilheiros afundarem o resto. Os dois barcos então se esconderam durante o dia em uma enseada próxima. 
À tarde, o PT-41 e o PT-32 seguiram para Tagauayan, onde encontraram o PT-34 . Houve uma discussão sobre se deveria prosseguir para Mindanao ou esperar pela licença . Bulkeley alertou que o mar pode estar ainda mais alto. Mas, como não havia garantia de que o submarino conseguiria, MacArthur decidiu continuar, partindo à luz do dia, às 18h, para ter certeza de encontrar ali o transporte aéreo. Como o PT-32 não tinha combustível para fazer Mindanao, seus passageiros foram divididos entre o PT-41 e o PT-34 .  Logo após a partida, o PT-35 chegou tardiamente ao ponto de encontro. Akers encontrou a tripulação do PT-32 lá e descobriu que os outros dois barcos já haviam partido. Ele, portanto, partiu também para Cagaiã de Ouro. 

Às 19h, cerca de uma hora depois de saírem de Tagauayan, o PT-34 e o PT-41 avistaram um cruzador japonês. Bulkeley fez uma curva fechada para oeste e rumou em velocidade máxima, cerca de 37km/h, em direção ao sol poente. Seja pelas ondas altas, pelo brilho do sol ou pela simples falta de atenção, o cruzador não os avistou.   Depois da meia-noite, o tempo começou a piorar, com fortes ondas e rajadas esporádicas. Kelly lembrou mais tarde:
Grandes ondas espumosas de cinco ou seis metros de altura trovejando sobre a cabine, encharcando todo mundo. Nossos binóculos estavam cheios de água e nossos olhos tão continuamente encharcados de sal picante que não conseguíamos ver, além de tudo estar escuro como breu. Estávamos avançando em boa velocidade por águas estranhas com ilhas ao nosso redor. Pudemos ver os contornos dos grandes – Negros e Mindanao – muito vagamente contra o horizonte durante a tempestade. Mas havia dezenas de recifes pequenos e provavelmente centenas de recifes.
Você tinha que manter uma mão na frente dos olhos para evitar a força da água e, ainda assim, precisava de ambas para se segurar.

O almirante estava bastante nervoso. “Já naveguei em todos os tipos de navios da Marinha, exceto um desses MTBs”, ele gritou para mim acima do vento, “e esta é a pior ponte em que já estive. estes para qualquer coisa no mundo – você pode tê-los."
Ao amanhecer, os ventos e as ondas diminuíram, mas o atraso causado pelo mau tempo atrasou os dois barcos, e eles agora tinham que atravessar o Mar de Mindanao à luz do dia. Cagayan foi avistado pouco depois das 06h30 do dia 13 de março. Embora o PT-34 tivesse liderado desde Tagauayan, Kelly agora deixou Bulkeley assumir a liderança, assim como ele fazia com as paradas de canais. O PT-41, portanto, parou primeiro no cais, com MacArthur na proa. Eles foram recebidos pelo coronel William Morse, oficial do estado-maior do brigadeiro-general William F. Sharp, comandante das forças dos EUA em Mindanao. MacArthur disse a Bulkeley: "Estou dando a cada oficial e homem aqui a Estrela de Prata por bravura. Você me tirou das garras da morte e não vou esquecer disso." 

Poucas horas depois, o PT-35 chegou a Cagayan. Willoughby lembrou mais tarde:
Estávamos atrasados e chegamos à costa norte de Mindanao em plena luz do dia. Foi um dia claro e deslumbrante. Felizmente, nenhum avião japonês cortou o céu azul, embora se soubesse que o inimigo fazia voos regulares de correio de Mindanao para Luzon. Estávamos bastante visíveis enquanto as horas se arrastavam.
O USS Permit, sob o comando do Tenente Wreford G. Chapple, chegou a Tagauayan em 13 de março, e encontrou o PT-32 . Com dois de seus três motores fora de ação, Schumacher sentiu que seu barco não estava mais em condições de navegar. Ele fez Chapple destruir o barco com a arma de convés 's Permit . Chapple então levou os quinze tripulantes do PT-32 de volta ao Corregidor. Lá, oito tripulantes foram desembarcados, enquanto Chapple embarcou mais quarenta passageiros, trinta e seis deles decifradores de códigos. Mesmo assim, Chapple recebeu ordens de conduzir uma patrulha de guerra regular, o que ele fez. Ele finalmente chegou à Austrália em 7 de abril.  Sem saber disso, Bulkeley tentou localizar o PT-32.  Nos dias seguintes ele sobrevoou a área como passageiro em diversas aeronaves, incluindo uma P-35 e uma P-40, na esperança de encontrá-la. 

### Fuga por aeronaves

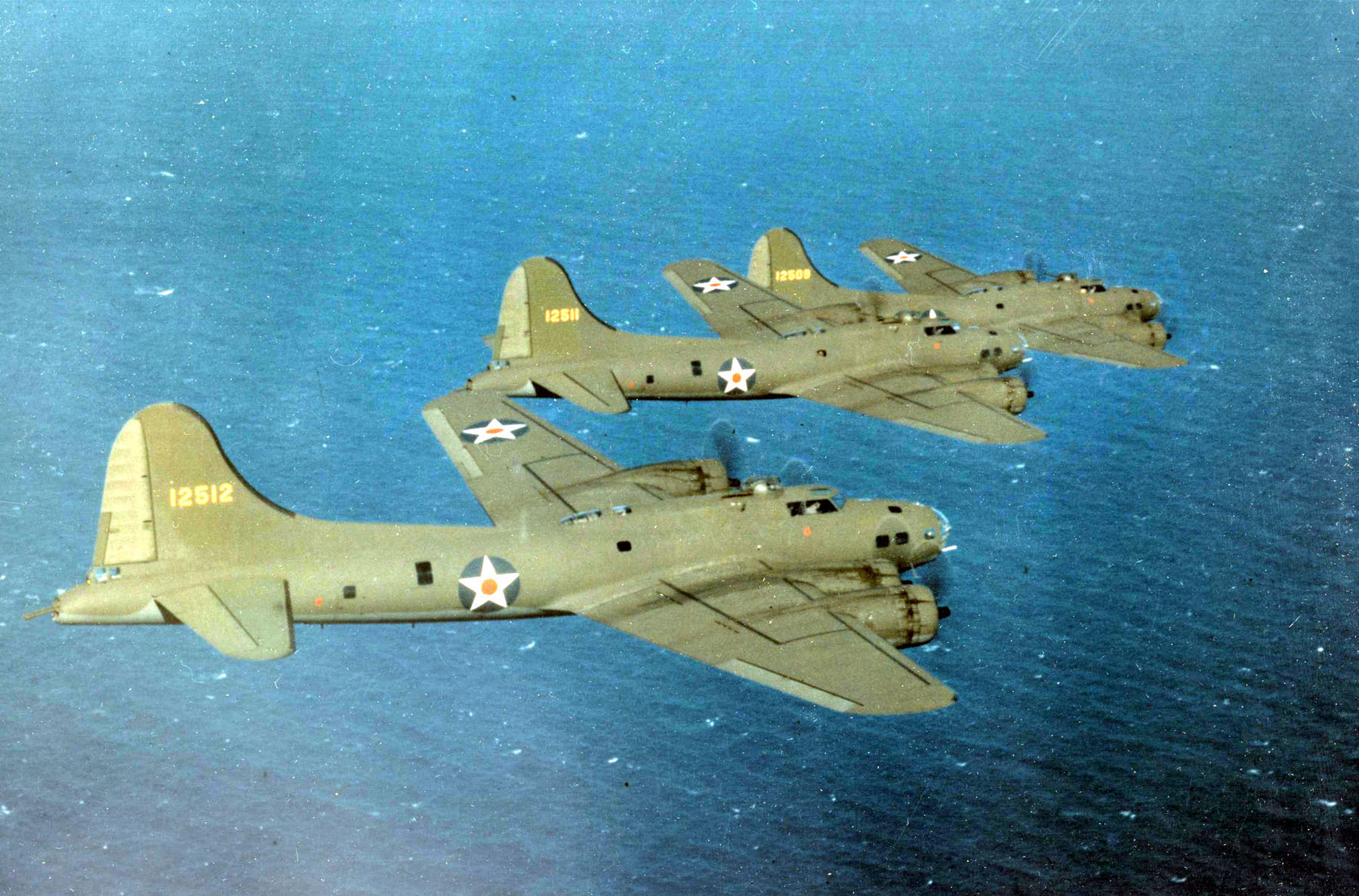
Boeing B-17E Flying Fortress; dois deles levaram MacArthur e seu grupo de Mindanao para a costa norte da Austrália

O comandante das Forças do Exército dos EUA na Austrália, tenente-general George H. Brett, recebeu um radiograma do general Marshall em Washington, D.C., alertando-o de que MacArthur estaria solicitando bombardeiros para transportar seu grupo de Mindanao para a Austrália. Uma mensagem subsequente de MacArthur solicitou seus "pilotos mais experientes e os melhores aviões disponíveis em ótimas condições",  mas a única aeronave de longo alcance que Brett possuía eram Boeing B-17 Flying Fortresses do 19º Grupo de Bombardeio que tinha visto serviço duro nas Filipinas e nas campanhas das Índias Orientais Holandesas.  Ele, portanto, abordou o vice-almirante Herbert F. Leary, comandante das forças navais na Área Anzac, para pedir um empréstimo de alguns dos doze B-17 da Marinha recém-chegados. Leary, que tinha a reputação de recusar pedidos, a menos que pudesse ver como a Marinha se beneficiaria, recusou Brett. 
Brett enviou quatro aviões antigos do 19º Grupo de Bombardeio. Dois foram forçados a voltar devido a problemas no motor. Um dos outros despejou acidentalmente 1.100 litros de seu combustível. O piloto continuou voando e quase chegou ao Campo Del Monte, mas a poucos quilômetros de seu destino os tanques de combustível secaram e os motores pararam; o acidente do B-17 pousou no mar. Dois tripulantes morreram, mas o restante chegou à costa, daí para Del Monte Field. Apenas um B-17, pilotado pelo Tenente Harl Pease, chegou a Del Monte, e este B-17 estava em mau estado, com freios falhados e um superalimentador defeituoso. Sharp encomendou-o de volta à Austrália antes da chegada de MacArthur. Apesar dos freios inoperantes, Pease fez a viagem de volta transportando dezesseis passageiros.  
Assim, com a chegada do PT-35, todo o grupo de MacArthur chegou a Mindanao em segurança, mas não havia aeronaves no Campo Del Monte para recebê-los. Eles foram levados para a Fazenda Del Monte, onde ficaram hospedados nas pousadas e tomaram café da manhã na sede do clube. MacArthur enviou algumas mensagens contundentes a Brett em Melbourne e a Marshall em Washington. No segundo dia lá, chegou uma mulher filipina que queria falar com MacArthur. Seu filho estava lutando em Luzon e ela caminhou 40km na esperança de que o general tivesse notícias dele. Ele não o fez, mas o fato de ela estar ciente da presença de MacArthur perturbou o grupo, já que os japoneses estavam a apenas 48km em Davao, na costa sul de Mindanao.  

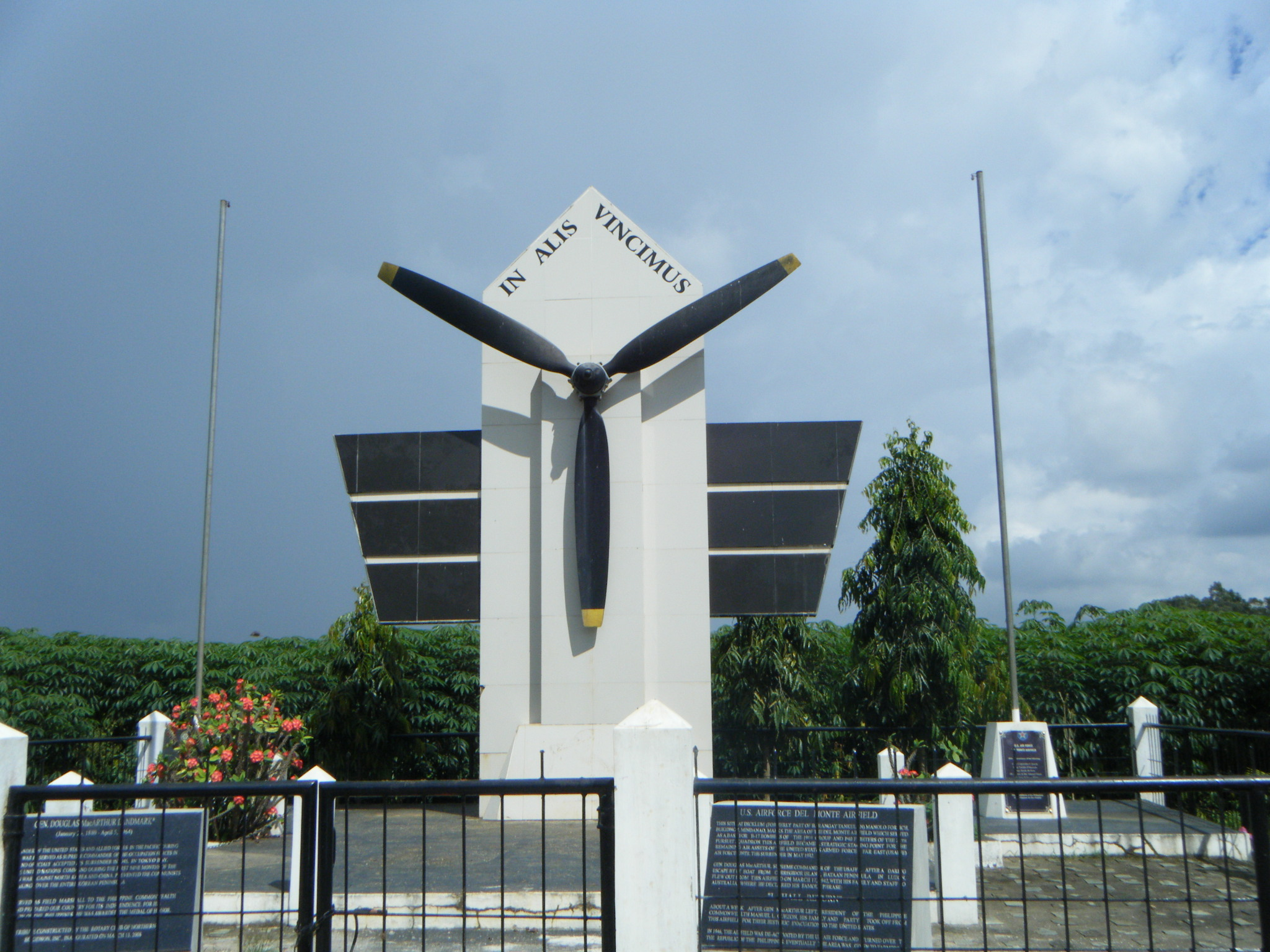
Memorial de evacuação MacArthur no local do Campo Del Monte, Manolo Fortich, Bukidnon, Filipinas, com a inscrição In alis vincimus (Nas asas conquistamos)

Brett voltou para Leary, esperando ser recusado novamente, mas desta vez Leary deu a Brett a aeronave que ele queria. "Talvez", especulou Brett, "Leary tenha ouvido falar de Washington".  O recém-formado 40º Esquadrão de Reconhecimento tripulou os bombardeiros.  Um B-17 voltou, mas dois chegaram ao campo Del Monte em 16 de março, pousando no escuro em uma pista iluminada por sinalizadores.  O tenente Frank P. Bostrom, piloto do primeiro avião, calculou que todos poderiam ser transportados em apenas dois aviões se deixassem a maior parte da bagagem para trás. Eles se dividiram em dois grupos e os dois bombardeiros decolaram à 01h30 do dia 17 de março. MacArthur viajou no assento do operador de rádio, que não precisava ser tripulado porque a aeronave viajava em silêncio de rádio.  Para a maioria dos passageiros, a viagem foi escura e fria, com apenas um cobertor entre eles e o revestimento metálico da aeronave. 
À medida que as duas aeronaves se aproximavam de Darwin, foi recebida a notícia de que um ataque aéreo japonês estava em andamento ali. Os dois B-17, portanto, voaram para o campo de aviação Batchelor, onde pousaram às 09h30. MacArthur concedeu Silver Stars às tripulações dos dois bombardeiros.  O chefe do Estado-Maior de Brett, Brigadeiro General Ralph Royce, estava presente para recebê-los; ele havia enviado dois DC-3 da Australian National Airways para levá-los a Melbourne.  No entanto, Jean recusou-se a voar mais longe, então MacArthur pediu uma carreata para levá-los à estação ferroviária mais próxima. Sutherland recebeu a notícia de um ataque aéreo japonês e pediu a Morhouse que interviesse. Morhouse disse a MacArthur que, como Arthur, que sofria gravemente de enjôo marítimo e aéreo, estava recebendo alimentação intravenosa, ele não poderia garantir que o menino sobreviveria aos 800 milhas (1 300 km) ao longo de uma estrada deserta não pavimentada até Alice Springs. MacArthur então concordou em levar os aviões para Alice Springs. Ao decolarem, uma sirene de ataque aéreo soou. 

### Fuga por trens

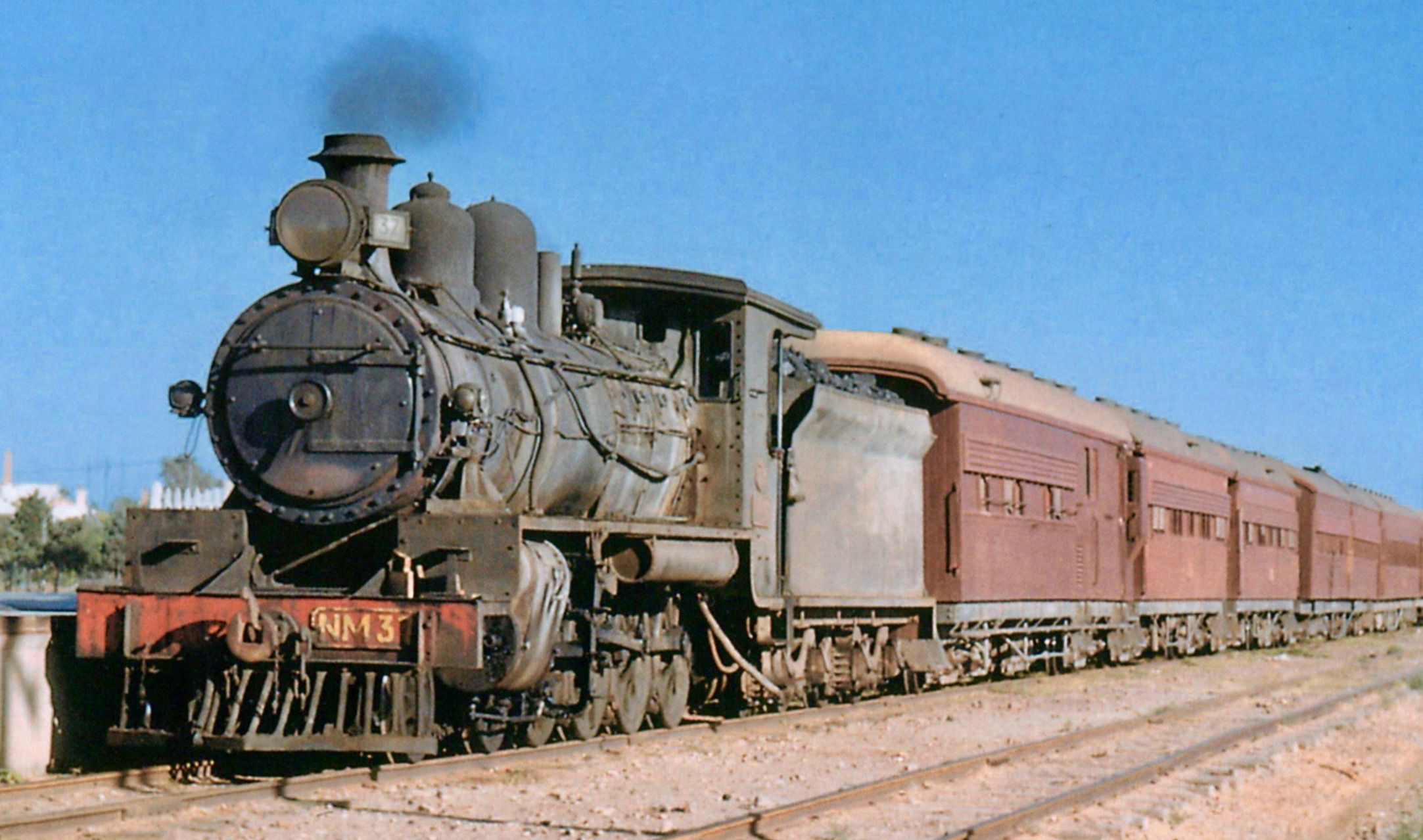
Doze anos depois, bem no final da era do vapor na Central Australia Railway, um diminuto trem de bitola estreita muito semelhante ao que transportava os MacArthurs está pronto para deixar Port Augusta com destino a Alice Springs.

De Alice Springs, 12 funcionários de MacArthur viajaram 1900km para Melbourne via Adelaide na aeronave DC-3. Tendo o trem semanal de passageiros partido de Alice Springs no dia anterior, os ferroviários montaram um trem de três vagões para MacArthur, sua família, Sutherland, Morhouse e Huff levá-los para o sul na decrépita ferrovia, acrescentando um vagão-leito em um desvio no caminho. Dois sargentos australianos estavam a bordo para servir refeições; uma enfermeira do exército cuidou das tarefas domésticas. Para chegar ao vagão-restaurante ou dormitório, os passageiros tinham que esperar até que a locomotiva parasse, depois descer e caminhar ao longo do trem.  Mas havia muitas paradas, e o trem muitas vezes tinha que parar em curvas de cruzamento porque em oposição a ele, na via única, havia trens que transportavam suprimentos e homens para o norte.
Foram necessárias 48 horas de viagem a não mais de 32km/h antes que o grupo desembarcasse de seu "antigo meio de transporte", na manhã de 20 de março, em Terowie, onde todo o tráfego, passageiros e carga, tinha mudar para trens de bitola larga.

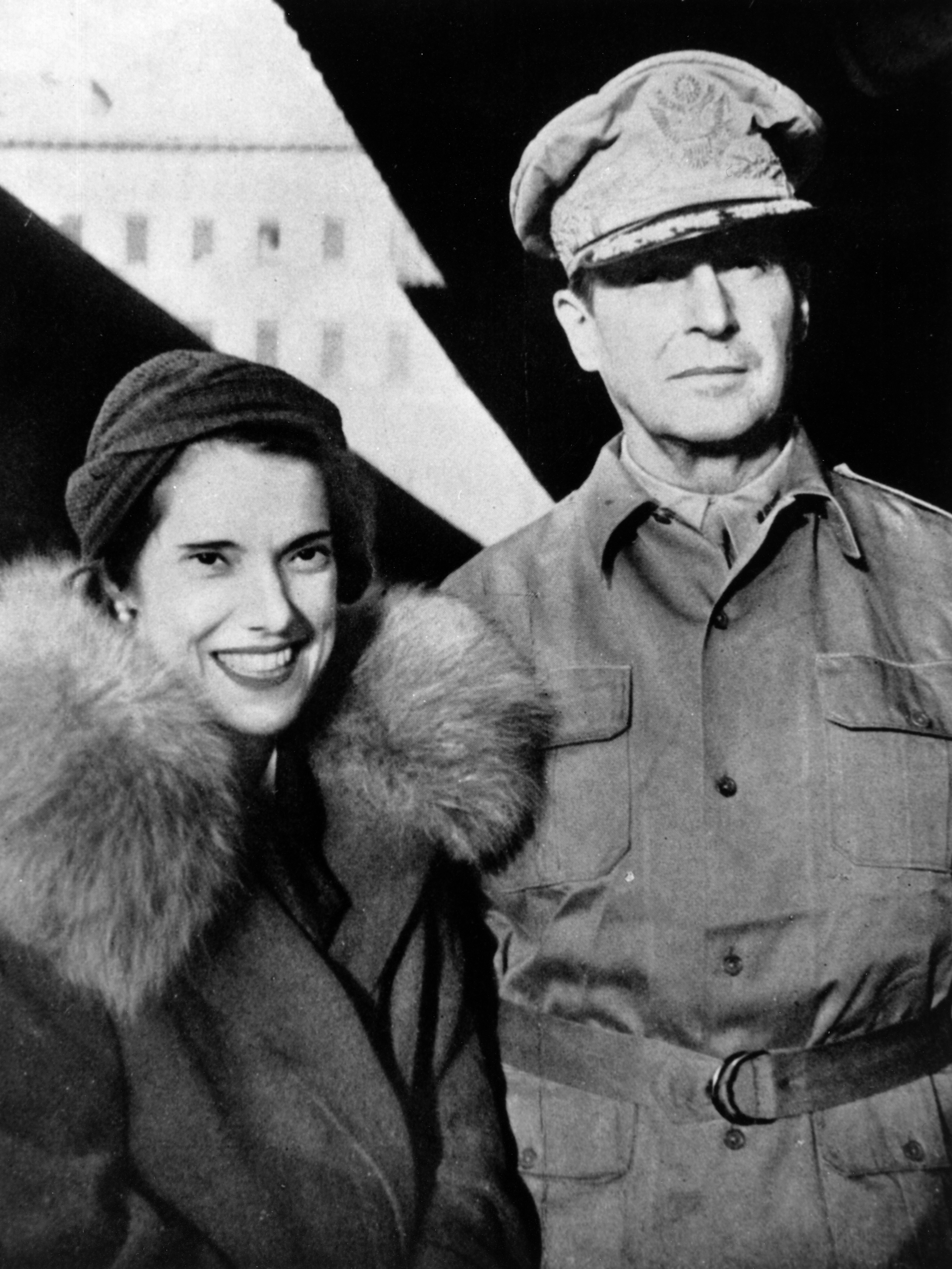
General e Sra. MacArthur na estação ferroviária de Adelaide, 20 de março de 1942

Tendo pensado que seu paradeiro seria secreto, MacArthur ficou alarmado ao encontrar multidões, uma guarda de honra militar e repórteres esperando por sua chegada às 9h. As expectativas dos repórteres quanto a um briefing não foram satisfeitas: ele simplesmente disse que a sua política durante as operações era limitar-se completamente à mais breve publicidade e limitar tais declarações a comunicados gerais do seu quartel-general. Ele seguiu brevemente com o motivo pelo qual estava na Austrália e concluiu com uma frase de efeito que aludiu à sua jornada perigosa e personificou seu foco obstinado na libertação das Filipinas, que foi amplamente divulgado durante os três anos seguintes: "Eu voltei e retornarei". 
A simples declaração de MacArthur, "Eu voltei e retornarei", seria o slogan repetido muitas vezes durante os três anos seguintes, enquanto ele perseguia seu objetivo de reconquistar as Filipinas. Isso se deveu em parte aos esforços do Escritório de Informações de Guerra dos EUA (OWI): logo, os submarinos americanos forneceram aos guerrilheiros filipinos caixas de botões, chicletes, cartas de baralho e caixas de fósforos com a mensagem, e eles foram amplamente divulgados. Seu criador, o jornalista filipino Carlos Romulo, propôs "Deveremos voltar", que o major-general Sutherland repassou a MacArthur. Mais tarde, depois que MacArthur usou o singular, o OWI propôs alterá-lo para o plural. Naquela época, porém, Romulo se opôs a uma reversão: "A América nos decepcionou e não será confiável, mas o povo ainda confia em MacArthur. Se ele disser que vai voltar, acreditarão nele." MacArthur recusou-se a mudar de qualquer maneira. Seus críticos citaram isso como um exemplo de sua megalomania. Uma história opinou mais tarde que suas "palavras cesarescas" deixaram "um gosto bastante pálido na boca dos homens que sabiam que seriam chamados a retornar um pouco antes dele". 
O novo trem para as 240km até Adelaide através de uma região mais fresca e gramada do Sul da Austrália foi mais cômoda e, como movimento especial, muito mais rápida. O conforto era incomparavelmente melhor, já que o Comissário das Ferrovias da Austrália do Sul incluira seu vagão pessoal, normalmente usado para inspeções, no trem preparado às pressas para a festa.  Um tanto revigorada, mas ainda muito cansada, a família chegou a Adelaide no início da tarde, sendo recebida na plataforma da estação ferroviária de Adelaide por altos oficiais do exército dos EUA e da Austrália, diplomatas e dignitários locais. As carruagens, incluindo a carruagem do Comissário na parte de trás, partiram para Melbourne às 7h. pm anexado ao The Overland Express.
Às 9h do dia 21 de março, a viagem de MacArthur terminou quando seu trem chegou à estação Spencer Street de Melbourne, onde foi recebido pelo Ministro do Exército australiano, Frank Forde. 

## Consequências
Roosevelt emitiu uma declaração pública em 17 de março:
Sei que todos os homens e mulheres nos Estados Unidos admiram comigo a determinação do General MacArthur em lutar até ao fim com os seus homens nas Filipinas. Mas também sei que todos os homens e mulheres concordam que todas as decisões importantes devem ser tomadas com vista ao fim bem sucedido da guerra. Sabendo isto, estou certo de que cada americano, se confrontado individualmente com a questão de saber onde o General MacArthur poderia servir melhor o seu país, poderia chegar a apenas uma resposta:.
Em Bataan, a reação à fuga de MacArthur foi mista, com muitas tropas americanas e filipinas sentindo-se amargas e traídas.  Quando Wainwright deu a notícia aos seus generais, "a princípio todos ficaram deprimidos com a notícia... Mas logo percebi que eles entendiam exatamente como eu entendia".  Algumas pessoas com familiares nas Filipinas ficaram consternadas. Um escreveu a Roosevelt que "Nada que você pudesse ter feito teria quebrado tanto o moral deles e o de seus pais em casa".  Wainwright resistiu no Corregidor até 6 de maio.  Para Joseph Goebbels, MacArthur era um “general em fuga”, enquanto Benito Mussolini o rotulou de covarde.  Marshall decidiu que a melhor maneira de combater isso seria conceder a MacArthur a Medalha de Honra. 
MacArthur nomeou Bulkeley para a Medalha de Honra, mas o Comandante-em-Chefe da Frota dos EUA, Almirante Ernest King, não iria permitir que MacArthur concedesse a Medalha de Honra a um oficial da Marinha, então ele escreveu uma citação para Bulkeley em nome da Marinha.  Roosevelt o apresentou a Bulkeley em uma cerimônia no Salão Oval em 4 de agosto de 1942. 
O pessoal que MacArthur levou consigo do Corregidor formou o núcleo do Quartel-General da Área Sudoeste do Pacífico.  A "Gangue de Bataan", como passaram a ser chamadas, permaneceu com MacArthur durante todo o período e se destacou por sua lealdade fanática a ele. 
MacArthur finalmente cumpriu sua promessa e voltou para as Filipinas. A Gangue de Bataan retornou ao Corregidor em março de 1945 em quatro barcos PT. 